# Communauté rurale de Diarrère
La communauté rurale de Diarrère est une communauté rurale du Sénégal située à l'ouest du pays, au sud de Dakar.
Elle fait partie de l'arrondissement de Tattaguine, du département de Fatick et de la région de Fatick.
Lors du dernier recensement, la CR comptait 27 352 personnes et 3 094 ménages.